# 鴨池 (鹿児島市)
鴨池（かもいけ）は、鹿児島県鹿児島市の町丁。旧薩摩国鹿児島郡鹿児島近在中村、鹿児島郡中郡宇村大字中、鹿児島市鴨池町。郵便番号は890-0063。人口は6,163人、世帯数は4,034世帯（2020年4月1日現在）。鴨池一丁目及び鴨池二丁目が設置されており、鴨池一丁目及び鴨池二丁目の全域で住居表示を実施している。

## 地理
鹿児島市の中部、新川の下流域に位置している。町域の北方には下荒田、荒田、南方には郡元、真砂町、東方には与次郎、西方には郡元がそれぞれ隣接している。
町域の中央を南北に鹿児島県道20号鹿児島加世田線が通り、県道20号の路線上を鹿児島市電谷山線が通る。南端部には鹿児島市電唐湊線が東西に通っており、谷山線に鴨池電停と郡元電停の2電停が所在している。
当地には鴨池動物園が所在していたが、1972年（昭和47年）に平川町へ移転し、平川動物公園となった。鴨池動物園の跡地は鴨池公園として整備されているほか、イオン鹿児島鴨池店（旧ダイエー鹿児島店）も立地していた。なお、イオン鹿児島鴨池店については2024年（令和6年）8月31日に閉店し、イオングループにより店舗跡地の再整備が行われることになっている。

### 河川
- 鴨池川

### 町名の由来
「鴨池」という地名は地内にあった黒木島津家の別荘を、島津家29代当主である島津忠義が譲り受けて庭にあった池を広げ、池を禁猟区にしたため池に鴨が増えたことによる。

## 歴史
鴨池は1934年（昭和9年）までは中村もしくは中という地名であった。

### 中村の成立と中世
鎌倉時代頃の中村付近は惣領矢上氏の庶家が領していたとされ、「薩藩旧記」によれば矢上氏の一族で中村を領地としていた中村覚澄が中村氏を称したとされる。
中村という地名は南北朝時代より見え、薩摩国鹿児島郡のうちであった。文和3年（1354年）の一色範氏宛行状に見えるのが初見であると考えられる。宛行状には「薩摩国鹿児島郡々司職、同郡内中村、郡本、田上村」と見え、中村は島津貞久に宛行われていた。
応永24年（1417年）に中村と郡本（現在の郡元）が島津忠国によって町田飛彈に宛行われた。島津氏が清水城を現在の稲荷町に築城したころには、中村は清水城から広がった城下町の近郷となっていた。

### 近世の中村
江戸時代の中村は薩摩国鹿児島郡鹿児島近在のうちであった。村高は「天保郷帳」では1,067石余、「郡村高辻帳」によれば1067石余、「三州御治世要覧」では1028石余、「旧高旧領取調帳」では1,004石余であった。「歴代制度巻二〇」によれば郡元村は鹿児島近在のうちの「近名」に含まれていた。村内に谷山街道と谷山別街道が通っていた。
弘化2年頃まで現在の騎射場と呼ばれる区域一帯は砂地であり、騎射の練習場となっていたことから騎射場という地名が起こったとされる。島津斉彬の時代には、中村において綿花の栽培が推奨され、中村紡績所で木綿が造られていた。中村の騎射場に設けられた製薬館で使用するガラスを製造するために江戸のガラス工である四本亀次郎が招かれ、ガラスの製造が行われた。このガラス製造技術はのちに磯の集成館において生産されることとなる薩摩切子に利用された。
明治時代の初期には平民が士族に比べ多く居住している村であった。農業を営む者は228戸であり、士族は285戸、平民は378戸であった。

### 町村制施行から鹿児島市編入まで

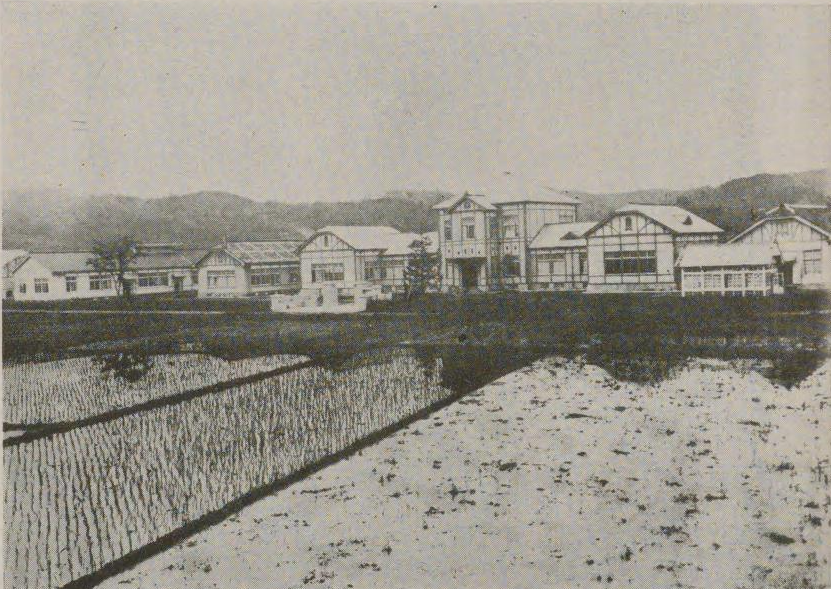
鴨池町に置かれた鹿児島県農事試験場

1889年（明治22年）に町村制が施行されたのに伴い、鹿児島郡鹿児島近在のうち中村、郡元村、宇宿村の3村の区域より鹿児島郡中郡宇村が成立した。それまでの中村は中郡宇村の大字「中」（なか）となった。
1912年（大正元年）12月1日に鹿児島電気軌道（現在の鹿児島市交通局の前身）の軽便鉄道が武之橋から谷山村の谷山まで開通した。1916年（大正5年）には鹿児島電気軌道によって島津氏が所有していた黒木島津家の跡地が開発され鴨池動物園が開園した。1928年（昭和3年）には鹿児島電気軌道が所有していた谷山線と共に鴨池運動場、動物園、球技場、陸上競技場を鹿児島市が買収し、それぞれ鹿児島市営となった。
1929年（昭和4年）には上荒田町の市成屋敷に所在していた鹿児島県農事試験場が中郡宇村大字中に移転し、種芸部・園芸部・茶業部・昆虫病理部・農芸化学部・農具部・煙草部門が置かれた。

### 鹿児島市編入以降
1934年（昭和9年）8月1日には中郡宇村が鹿児島郡西武田村、吉野村と共に鹿児島市に編入された。同日発行の鹿児島県公報に掲載された鹿児島県告示「 鹿兒島市内大字名廢止町名改稱竝ニ區域變更」により「大字中ヲ廢止シ其ノ區域ヲ鴨池町（カモイケテウ）ト」することが鹿児島県知事によって許可され、中郡宇村の大字中を廃し、その区域を以て鹿児島市の町「鴨池町」が新たに設置された、また、中の一部が郡元町に編入された。
1970年（昭和45年）7月1日には、紫原団地の区域にあたる宇宿町、鴨池町、郡元町、田上町の各一部より分割され、紫原一丁目から紫原七丁目まで及び南新町、日之出町が設置された。これに伴い、鴨池町の一部は紫原一丁目、紫原二丁目、紫原六丁目の各一部となった。1971年（昭和46年）7月1日に高麗・荒田地区において住居表示が実施されることとなった。これに伴い、上荒田町、鴨池町、下荒田町の各一部より荒田二丁目が設置された。
1971年（昭和46年）には太陽国体の水泳競技の会場となった鴨池公園水泳プールが完成し、1972年（昭和47年）に鴨池動物園（当時は郡元町、現在の鴨池二丁目周辺）が周辺の市街地化による環境の悪化のため、平川町に移転し鹿児島市平川動物公園となった。
1973年（昭和48年）12月3日には天保山町、鴨池町、下荒田町の各一部にあたる下荒田・天保山地区において住居表示が実施されるのに伴い町域の再編が行われた。鴨池町、上荒田町、下荒田町の各一部より下荒田三丁目、鴨池町、下荒田町の各一部より下荒田四丁目が設置された。1974年（昭和49年）7月8日には、郡元・鴨池・上荒田地区において住居表示が実施されることとなり、町の区域の再編が実施された。それに伴い、郡元町、鴨池町、上荒田町の一部より郡元一丁目が設置され、郡元町及び鴨池町の各一部より「鴨池一丁目」、「鴨池二丁目」が設置された。1975年（昭和50年）7月には鴨池二丁目の鴨池動物園跡地にダイエー鹿児島店（後のイオン鹿児島鴨池店、前記の通り2024年（令和6年）8月に閉店）が出店した。1976年（昭和51年）10月12日には鴨池町及び下荒田町の各一部が鴨池二丁目に編入された。
1990年（平成2年）3月1日には鴨池町の一部が紫原六丁目に編入された。同年12月17日には鴨池二丁目に鹿児島市立図書館及び、鹿児島市立科学館が開館した。
1993年（平成5年）3月1日には、鴨池町の全域及び郡元町、田上町の各一部にあたる唐湊地区において住居表示が実施されることとなった。鴨池町、田上町、郡元町の各一部より唐湊一丁目、田上町、鴨池町の各一部より唐湊二丁目、鴨池町、郡元町の各一部より唐湊三丁目及び唐湊四丁目が設置され、鴨池町、郡元町の各一部が田上台一丁目に、鴨池町の一部が郡元町に編入された。これにより「鴨池町」の名称は消滅した。

### 町域の変遷
| 実施後                 | 実施年             | 実施前                         |
| ---------------------- | ------------------ | ------------------------------ |
| 鹿児島市郡元町（編入） | 1934年（昭和9年）  | 鹿児島郡中郡宇村大字中（一部） |
| 紫原一丁目（新設）     | 1970年（昭和45年） | 鴨池町（一部）                 |
| 紫原一丁目（新設）     | 1970年（昭和45年） | 郡元町（一部）                 |
| 紫原二丁目（新設）     | 1970年（昭和45年） | 鴨池町（一部）                 |
| 紫原二丁目（新設）     | 1970年（昭和45年） | 宇宿町（一部）                 |
| 紫原六丁目（新設）     | 1970年（昭和45年） | 鴨池町（一部）                 |
| 紫原六丁目（新設）     | 1970年（昭和45年） | 宇宿町（一部）                 |
| 荒田二丁目（新設）     | 1971年（昭和46年） | 鴨池町（一部）                 |
| 荒田二丁目（新設）     | 1971年（昭和46年） | 上荒田町（一部）               |
| 荒田二丁目（新設）     | 1971年（昭和46年） | 下荒田町（一部）               |
| 下荒田三丁目（新設）   | 1973年（昭和48年） | 鴨池町（一部）                 |
| 下荒田三丁目（新設）   | 1973年（昭和48年） | 上荒田町（一部）               |
| 下荒田三丁目（新設）   | 1973年（昭和48年） | 下荒田町（一部）               |
| 下荒田四丁目（新設）   | 1973年（昭和48年） | 鴨池町（一部）                 |
| 下荒田四丁目（新設）   | 1973年（昭和48年） | 下荒田町（一部）               |
| 郡元一丁目（新設）     | 1974年（昭和49年） | 鴨池町（一部）                 |
| 郡元一丁目（新設）     | 1974年（昭和49年） | 郡元町（一部）                 |
| 郡元一丁目（新設）     | 1974年（昭和49年） | 上荒田町（一部）               |
| 鴨池一丁目（新設）     | 1974年（昭和49年） | 鴨池町（一部）                 |
| 鴨池一丁目（新設）     | 1974年（昭和49年） | 郡元町（一部）                 |
| 鴨池二丁目（新設）     | 1974年（昭和49年） | 鴨池町（一部）                 |
| 鴨池二丁目（新設）     | 1974年（昭和49年） | 郡元町（一部）                 |
| 鴨池二丁目（編入）     | 1976年（昭和51年） | 鴨池町（一部）                 |
| 鴨池二丁目（編入）     | 1976年（昭和51年） | 下荒田町（一部）               |
| 紫原六丁目（編入）     | 1990年（平成2年）  | 鴨池町（一部）                 |
| 唐湊一丁目（新設）     | 1993年（平成5年）  | 鴨池町（一部）                 |
| 唐湊一丁目（新設）     | 1993年（平成5年）  | 郡元町（一部）                 |
| 唐湊一丁目（新設）     | 1993年（平成5年）  | 田上町（一部）                 |
| 唐湊二丁目（新設）     | 1993年（平成5年）  | 鴨池町（一部）                 |
| 唐湊二丁目（新設）     | 1993年（平成5年）  | 田上町（一部）                 |
| 唐湊三丁目（新設）     | 1993年（平成5年）  | 鴨池町（一部）                 |
| 唐湊三丁目（新設）     | 1993年（平成5年）  | 郡元町（一部）                 |
| 唐湊四丁目（新設）     | 1993年（平成5年）  | 鴨池町（一部）                 |
| 唐湊四丁目（新設）     | 1993年（平成5年）  | 郡元町（一部）                 |
| 田上台一丁目（編入）   | 1993年（平成5年）  | 鴨池町（一部）                 |
| 田上台一丁目（編入）   | 1993年（平成5年）  | 郡元町（一部）                 |
| 郡元町（編入）         | 1993年（平成5年）  | 鴨池町（一部）                 |

## 人口

### 町丁別
|            | 世帯数 | 人口  |
| ---------- | ------ | ----- |
| 鴨池一丁目 | 2,550  | 3,916 |
| 鴨池二丁目 | 1,484  | 2,247 |

### 人口の推移
以下の表は国勢調査による小地域集計が開始された1995年以降の人口の推移である。
| 年                 | 人口  |
| ------------------ | ----- |
| 1995年（平成7年）  | 6,245 |
| 2000年（平成12年） | 6,572 |
| 2005年（平成17年） | 6,693 |
| 2010年（平成22年） | 6,871 |
| 2015年（平成27年） | 7,038 |

## 文化財

### 市指定
- 小田派諸工匠の鍔 24枚（有形文化財（工芸品））[63]

## 施設

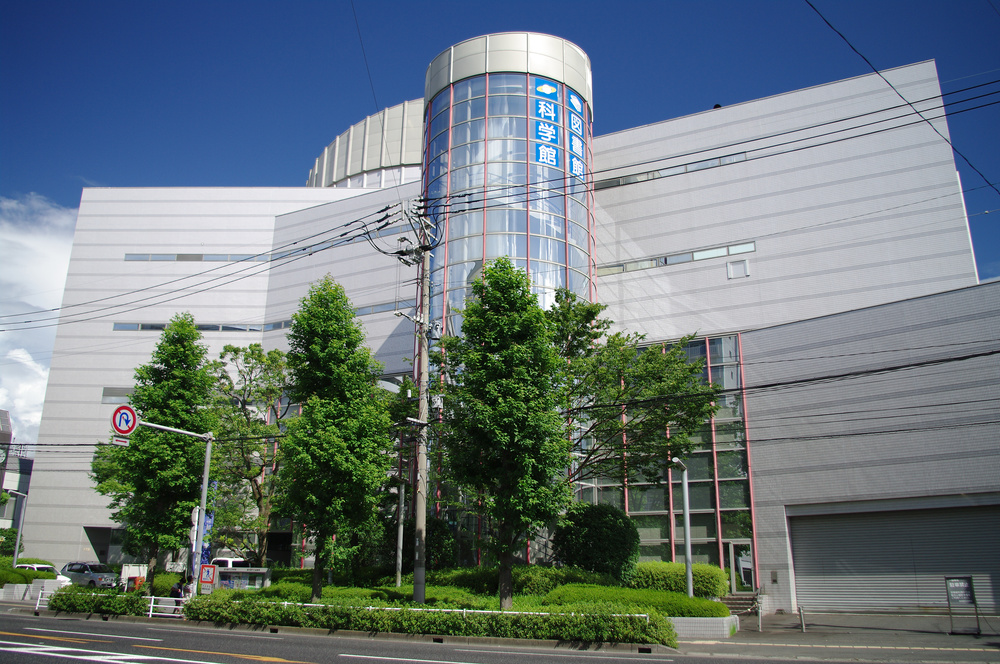
鹿児島市立図書館

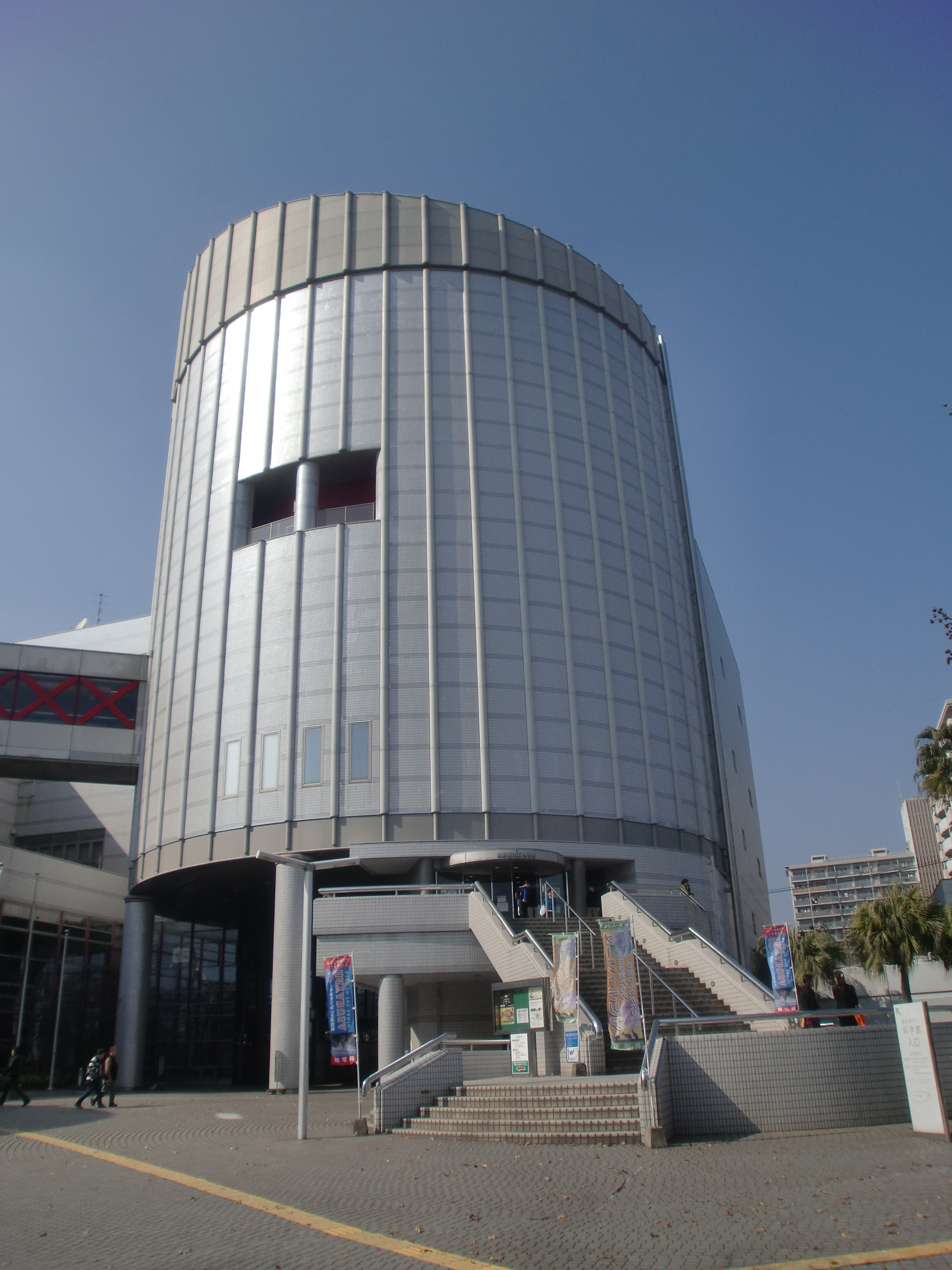
鹿児島市立科学館

### 公共
- 鹿児島市役所鴨池市民サービスステーション（イオン鹿児島鴨池店内）[64]
- 鹿児島市保健所[65]
  - 中央保健センター[65]
  - 鹿児島市消費生活センター[66]
- 鹿児島市夜間急病センター[67]
- 鹿児島市健康福祉局保健環境試験所[68]
- 鹿児島県警察鹿児島中央警察署鴨池交番[69]
- 鴨池公民館[70]
- 勤労女性センター[71]
- 勤労青少年ホーム[72]
- 鴨池公園水泳プール[73]
- 鹿児島市立図書館[54]
- 鹿児島市立科学館[55]
- 鴨池公園野球場（鴨池市民球場）[74]
- 鴨池公園多目的屋内運動場（鴨池ドーム）[75]
- 鴨池福祉館[76]

### 教育
- 鹿児島県美容専門学校[77]
- めぐみ幼稚園[78]

### 郵便局
- 鹿児島鴨池郵便局[79]

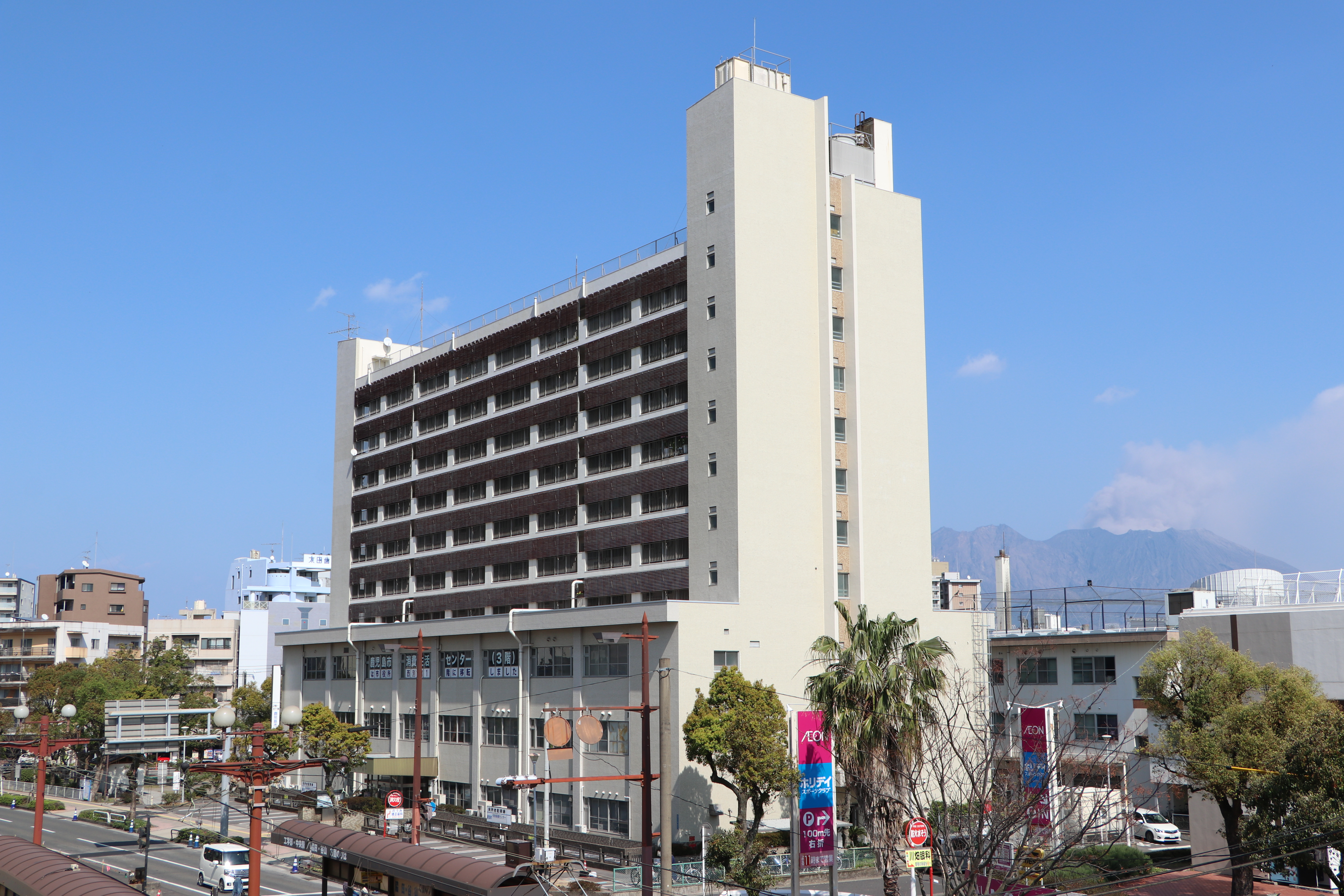
鹿児島市保健所中央保健センターなどが入居する鴨池ビル
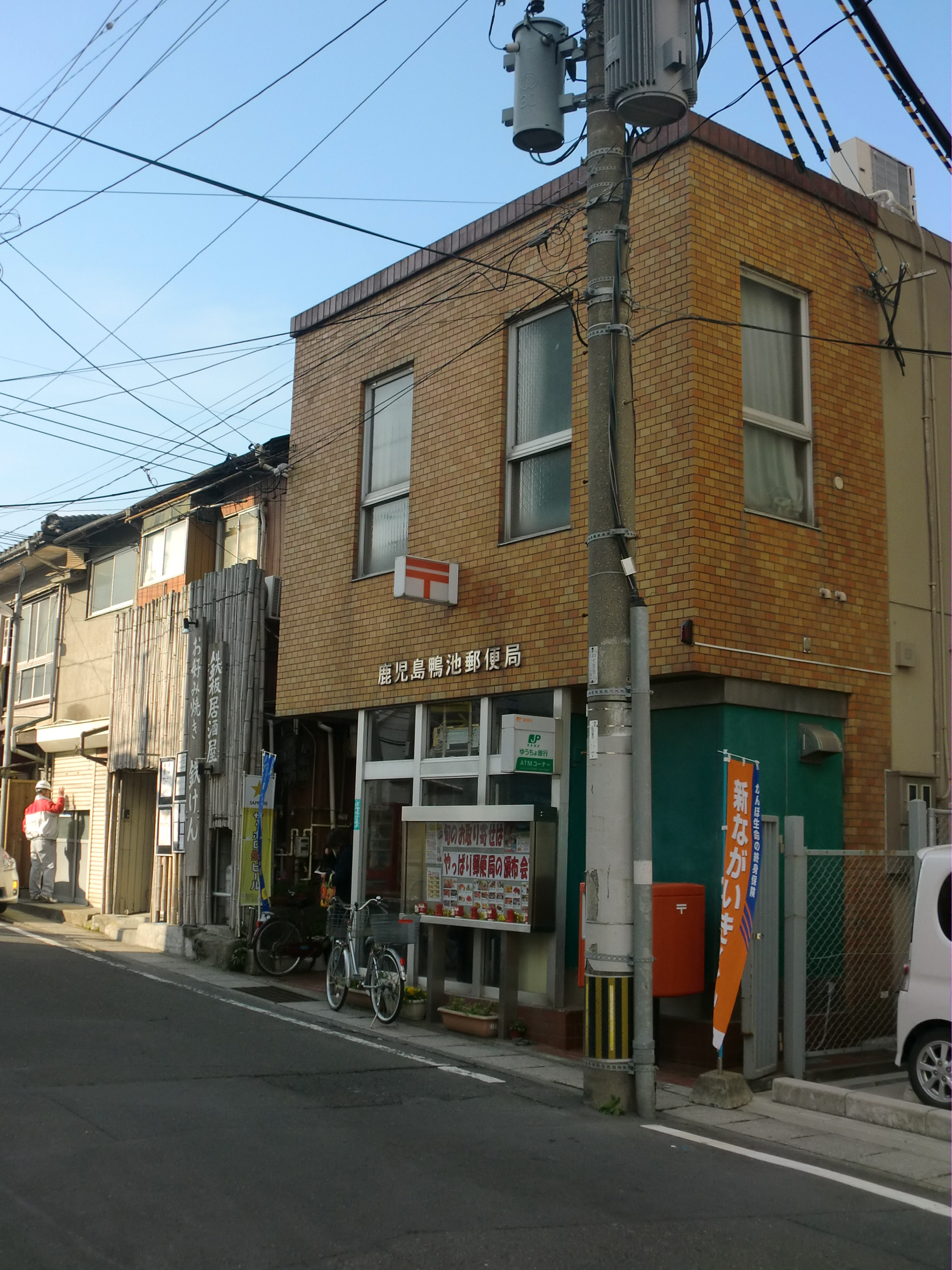
鹿児島鴨池郵便局

## 小・中学校の学区
市立小・中学校に通う場合、学区（校区）は以下の通りとなる。
| 町丁       | 番・番地 | 小学校               | 中学校                 |
| ---------- | -------- | -------------------- | ---------------------- |
| 鴨池一丁目 | 全域     | 鹿児島市立中郡小学校 | 鹿児島市立鴨池中学校   |
| 鴨池二丁目 | 28       | 鹿児島市立八幡小学校 | 鹿児島市立天保山中学校 |
| 鴨池二丁目 | 28以外   | 鹿児島市立中郡小学校 | 鹿児島市立鴨池中学校   |

## 交通

### 鉄道
鹿児島市交通局
- 鴨池電停 - 郡元電停

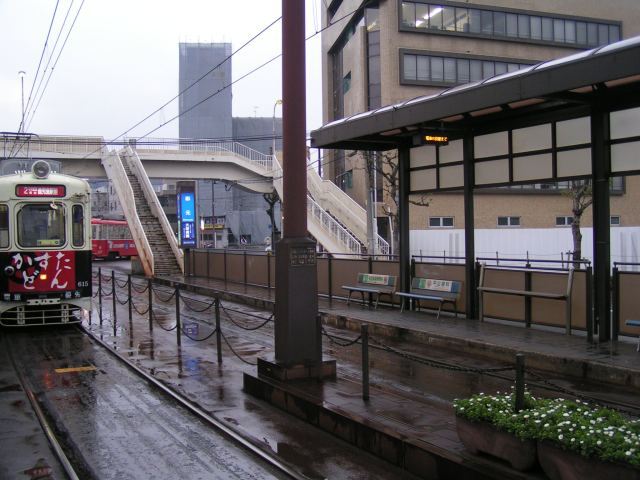
郡元電停
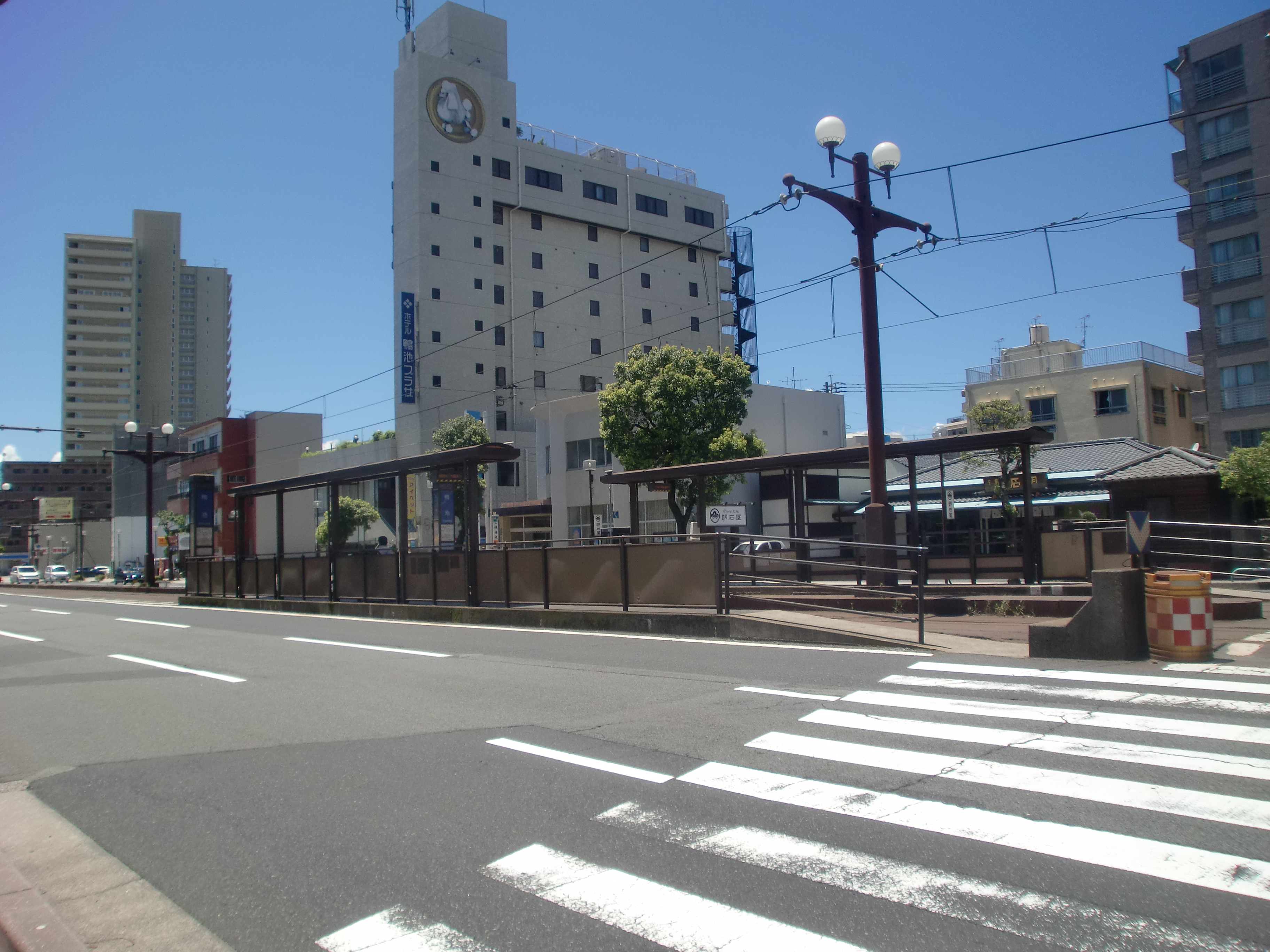
鴨池電停

### 道路
一般国道
- 国道225号

主要地方道
- 鹿児島県道20号鹿児島加世田線

一般県道
- 鹿児島県道218号鹿児島港下荒田線

## 出身著名人
- 隈元謙次郎（美術史家）[81]